# Pia Juul
Pour les articles homonymes, voir Jesper Juul et Juul.

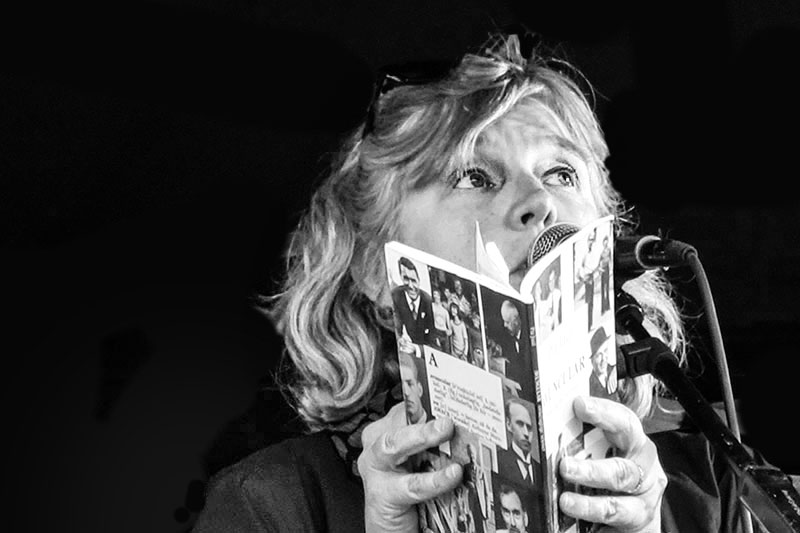
Pia Juul 2016.

Pia Juul, née le 30 mai 1962 et morte le 30 septembre 2020, est une poétesse, écrivaine et traductrice danoise. Elle a reçu plusieurs prix et était membre de l'Académie danoise. Elle a enseigné au Forfatterskolen à Copenhague.

## Biographie
Juul est née à Korsør, au Danemark, en 1962. Ses parents étaient professeurs de lycée folklorique Kurt Holger Juul et Inge Kærsgaard Hansen. Juul est diplômée du Hobro Gymnasium en 1981 et s'est inscrite à des études d'anglais à l'Université d'Aarhus, mais a ensuite abandonné ses études. Son premier recueil de poèmes, levende og lukket, a été publié en 1985. Outre l'écriture, elle a traduit la littérature anglaise, américaine et suédoise pour gagner sa vie. Juul a reçu le prix Beatrice par l'Académie danoise en 2000, et est devenue membre de l'Académie en 2005.  Elle a commencé à travailler comme enseignante à Forfatterskolenà l'automne 2005. À la suite des divulgations de surveillance mondiale en 2013, Juul s'est joint à plus d'un millier d'écrivains dans le monde, pour signer un appel à créer une convention internationale sur les droits numériques afin d'empêcher les gouvernements et les entreprises d'abuser de la technologie à des fins de surveillance.
Elle est décédée en 2020 à l'âge de 58 ans.

## Publications
- Levende og lukket, poèmes, 1985[6]
- I brand måske, poèmes, 1987
- Forgjort, poèmes, 1989
- Skaden, roman, 1990
- En død mands nys, poèmes, 1993
- sagde jeg, siger jeg, poèmes, 1999
- Mit forfærdelige ansigt, nouvelles, 2001
- Gespenst & andre spil, drame, 2002
- Opgang, nouvelles 2002
- Jeg vil hellere dø, nouvelles 2003
- Lidt ligesom mig, 2004
- Dengang med hunden, nouvelles, 2005
- Helt i skoven, poèmes, 2005
- På jagt, livre pour enfants, 2005
- Mordet på Halland, roman, 2009
- Radioteateret, poèmes, 2010
- Et liv med lys, biographie, 2011
- Af sted, til hvile, épisodes de nouvelles, 2012